# Couma guianensis
Couma guianensis  es una especie de árbolito caduco, noramazónico de la familia de  las Apocynaceae, nativa de Sudamérica: Guyana, Guyana Francesa, Surinam, Ecuador, Brasil.

## Ecología
Condiciones ambientales ideales:
- Tº máx. media anual 25 °C
- Tº mín. media anual 17 °C
- Lluvia máx. media anual: 3.400 mm.
- Lluvia mín. media anual: 1.020 mm.

Se la halla a variables altitudes desde 500 a 1.090 m s. n. m., en áreas no inundables, de buen drenaje, y suelos fértiles. Se  adapta bien a Ultisoles y Oxisoles;  pudiendo tolerar largos periodos de sequía.

## Descripción
Es una Apocinaceae, de pequeño tamaño, alcanza de 3 a 12 m de altura, flores rosadas fragantes, fruto con mesocarpio carnoso, comestible, pulposo, globoso, pericarpio duro, indehiscente, verde a amarillento, 2-5 cm de diámetro. 2-42 semillas/fruto. Se propaga por semilla, germinando entre 22-35 días. Y también por esqueje.

## Usos
Se consume su pulpa cruda. Buena fuente de látex, para la industri del chicle, barnices y pinturas. E látex, diluido en agua, es una excelente bebida: "sorva" (Brasil), "juansoco" (Colombia), o "leche caspi" (Perú). Mezclado con copal (de Hymenaea courbaril), kerosén o querosén y grasa, se usa para sellar embarcaciones. 
Como medicina, el látex controla amebas, diarrea (mezclado con  banana), antihelmíntico (en mezcla con aceite de ricino), y desinfecta el ombligo de bebés. 
Su madera tiene una densidad de 610 kg/m³. No es durable frente a hongos

## Taxonomía
Couma guianensis fue descrita por (Jean Baptiste Christophore Fusée Aublet y publicado en Histoire des Plantes de la Guiane Françoise 2(Suppl.): 39, pl. 392. 1775.
Sinónimos
- Couma utilis Müll.Arg.
- Couma rigila F.Muell.
- Cerbera triphylla Rudge, Pl. Guian. 1: 31 (1806).[4]

## Nombres comunes
- Guyana Francesa: baaka mapa.
- Guyana: dukali
- Surinam: pera
- Ecuador: couma, sorva, sorva pequeña.